# Alekseï Dreïev
Alekseï Sergueïevitch Dreïev (en russe : Алексей Сергеевич Дреев), né le 30 janvier 1969 à Stavropol en Russie, est un grand maître russe du jeu d'échecs qui fut candidat au championnat du monde en 1991.
Dreïev atteignit le meilleur classement Elo de sa carrière, 2 711, en juillet et septembre 2011. Au 1er décembre 2012, il était le 96e joueur mondial avec un classement Elo de 2 654 points.

## Carrière aux échecs

### Compétitions de jeunes
Dreïev fut champion du monde des moins de 16 ans en 1983 et 1984. Il remporta le championnat d'Europe junior en 1988.

### Championnats du monde et coupes du monde
En 1990, il remporta le tournoi zonal de Lviv. lors du tournoi interzonal de Manille, Aleseï Dreïev  finit aux 5e-11e places et se qualifia pour le tournoi des candidats mais fut éliminé au premier tour par Viswanathan Anand.
En 1993, il se qualifia pour le tournoi interzonal de Bienne, finit 9e-16e et fut éliminé du cycle des candidats 1993-1996.
Lors du championnat du monde de la Fédération internationale des échecs 1997-1998 à Groningue, il fut éliminé en quarts de finale par Boris Guelfand.
Lors des championnats du monde FIDE de 1999 (à Las Vegas), 2000 (à New Delhi), 2001 (à Moscou) et 2004 (à Tripoli), il fut éliminé à chaque fois en huitième de finale.
| Année | Lieu                             | Résultat                                           | Ultimes adversaires                                   | Adversaires battus                                                                                            |
| ----- | -------------------------------- | -------------------------------------------------- | ----------------------------------------------------- | --- |
| 1997  | Groningue (championnat du monde) | quart de finale                                    | Boris Guelfand                                        | Alexander Nenachev, Matthew Sadler, Vadim Zviaguintsev                                                        |
| 1999  | Las Vegas (championnat du monde) | quatrième tour (huitième de finale)                | Michael Adams                                         | Robert Zelčić, Vassílios Kotroniás, Sergueï Roublevski                                                        |
| 2000  | New Delhi (championnat du monde) | quatrième tour (huitième de finale)                | Veselin Topalov                                       | Vladimir Malakhov, Loek van Wely                                                                              |
| 2001  | Moscou (championnat du monde)    | quatrième tour (huitième de finale)                | Viswanathan Anand                                     | Khvicha Supatashvili, Gilberto Milos, Ievgueni Pigoussov                                                      |
| 2002  | Hyderabad (coupe du monde)       | demi-finaliste (24 participants)                   | Viswanathan Anand                                     | Vladimir Malakhov                                                                                             |
| 2004  | Tripoli] (championnat du monde)  | quatrième tour (huitième de finale)                | Leinier Domínguez                                     | Mohamed Tissir, Rubén Felgaer, Konstantin Sakaïev                                                             |
| 2005  | Khanty-Mansiïsk (coupe du monde) | quatrième tour (huitième de finale)treizième place | Boris GuelfandVladimir Malakhov (match de classement) | Pascal Charbonneau, Mark Paragua, Pentala HarikrishnaKonstantin Sakaïev, Loek van Wely (matchs de classement) |
| 2013  | Tromsø                           | troisième tour                                     | Dmitri Andreïkine                                     | Sergueï Azarov, Wang Hao                                                                                      |
| 2017  | Tbilissi                         | deuxième tour                                      | Magnus Carlsen                                        | Axel Bachmann                                                                                                 |

### Championnats d'Europe
En 2000, il remporta le championnat d'Europe de blitz.
En 2013, il finit premier ex æquo  et neuvième au départage au championnat d'Europe d'échecs individuel à Legnica.

### Victoires dans les tournois internationaux
Alekseï Dreïev a remporté
- le tournoi de Podolsk en 1992,
- l'open international de Saint-Pétersbourg en 1993 (mémorial Tchigorine, 8/9, +7 =2),
- le tournoi de Brno en 1994,
- le tournoi de Wijk aan Zee en 1995 (tournoi à élimination directe),
- le Festival d'échecs de Bienne en 1995 (9/13, +5 =8),
- le tournoi rapide de Yalta en 1995,
- le tournoi de Reggio Emilia 1995-1996,
- l'open Annibal en 1999 (8/10, +6 =4),
- la coupe Tan Chin Nan à Pékin en 1999 (8/9) et 2000 (6/9)
- le tournoi d'Essen en 2000,
- le tournoi de Dos Hermanas en 2001 et 2003,
- la coupe de la Mer du Nord à Esbjerg en 2003,
- l'open de Reykjavik en 2004,
- l'open de blitz de Moscou en 2003,
- l'open Parsvnath de New Delhi en 2007 (8,5/10, +7 =3),
- l'open de Cento en 2011,
- l'open de Djakarta en 2013.

### Compétitions par équipes

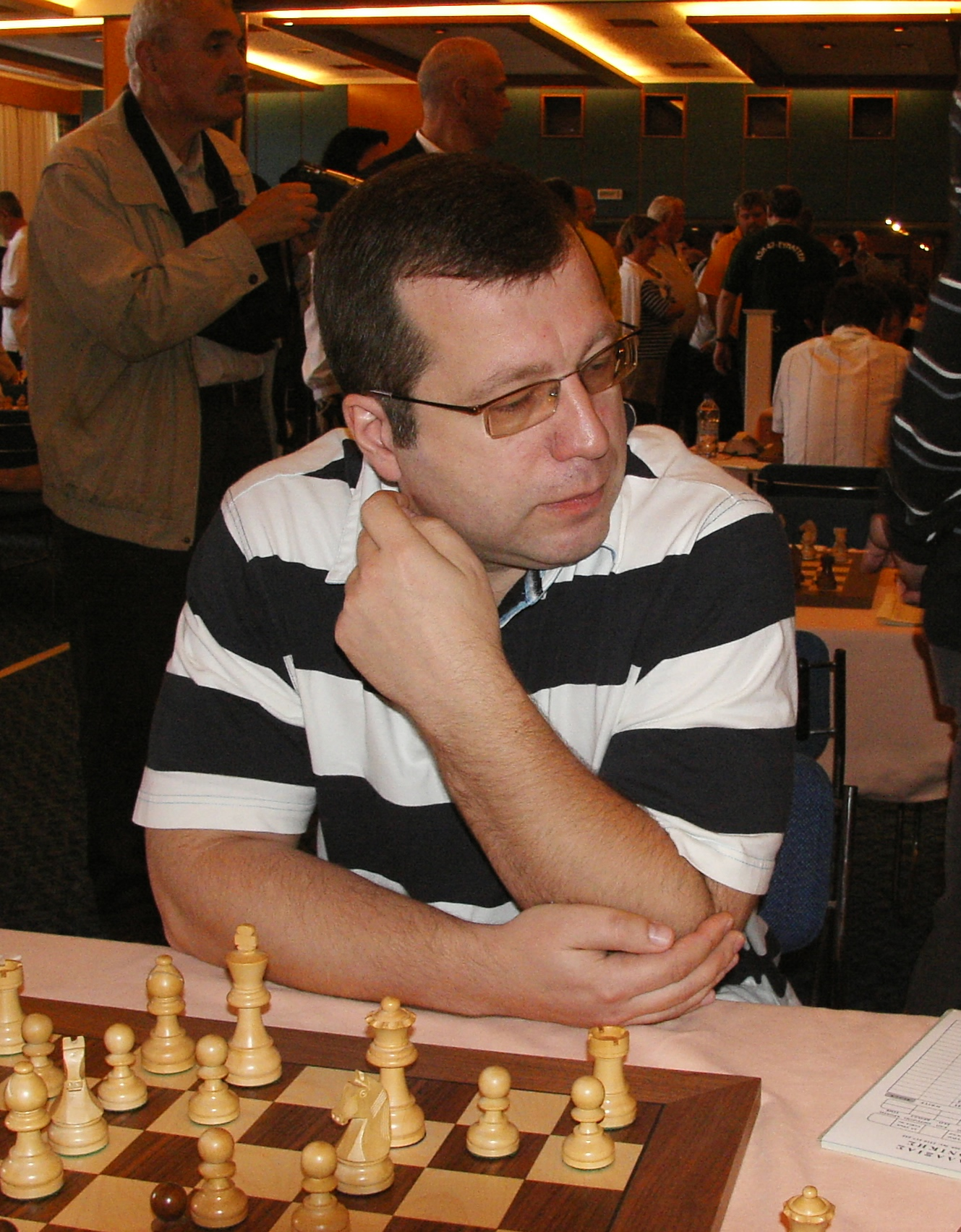
Dreïev en 2008

Dreïev a représenté la Russie lors de cinq olympiades. Il remporta la médaille d'or par équipe en 1992, 1994 et 1996. En 1998, il jouait au premier échiquier. En 2004, il remporta la médaille d'argent par équipe.
Il a participé à quatre championnats du monde par équipe : 
- En 1993, il remporta la médaille d'or individuelle comme échiquier de réserve et la médaille de bronze par équipe.
- En 1997 (échiquier de réserve), il gagna la médaille d'or par équipe.
- En 2001, au deuxième échiquier, il gagna la médaille d'argent par équipe.
- En 2005, au deuxième échiquier, il reçut la médaille d'or.

## Publications
Dreïev a publié :
- (en) My One Hundred Best Games, Chess Stars, 2007
- (en) The Moscow and Anti-Moscow Variations. An Insider's View, Chess Stars, 2010
- (en) The Meran and Anti-Meran Variations., Chess Stars, 2011
- (en) Dreev vs the Benoni, Chess Stars, 2013
- (en) Anti-Spanish: The Cozio Defence, Chess Stars, 2014
- (en) Attacking the Caro-Kann: A Repertoire for White, Chess Stars, 2015

## Une partie
Alekseï Dreïev-Romain Édouard, Mulhouse, 2011
1. d4 d5 2. c4 dxc4 3. e4 e5 4. Cf3 exd4 5. Fxc4 Cc6 6. 0-0 Fe6!? 7. Fxe6 fxe6 8. Db3 Dd7 9. Dxb7 Tb8 10. Da6 Cf6 11. Cbd2 Fd6 (11...Fb4 Les Noirs veulent roquer le plus tôt possible, et cela semble être la meilleure case pour leur Fou) 12. b3 0-0 13. Fb2 e5 14. Tfc1! (14. Tac1? Cb4 15. Dc4+ Df7) 14...Tb6 (14...Ce7? 15. Fxd4!) 15. De2 Rh8 16. Cc4 Tbb8 17. Ce1 Tfe8 18. f3!? h6?! Trop lent  19. Cd3 Cb4 20. Cf2 Db5 21. a3 Cc6 22. b4 Ff8 23. Cd3 Db7 24. Tc2 a5 25. bxa5 Da7 26. Fc1 Cd7 27. Fd2 Tb3 28. Fe1 Cc5 29. Td1 Ca4 30. Tdc1 Cc5 31. Ccb2 Cxd3 32. Cxd3 Cxa5 33. Txc7 Da6 34. Cf4 d3 35. Cxd3 Fxa3 36. T1c3 Fd6 37. Txb3 Cxb3 38. Tc3 Cd4 39. Df1 Da1 40. Tc1 Da2 41. Rh1 Df7 42. Fc3 Cb3 43. Td1 Dc7 44. De1 Tc8 45. Fb2 De7 46. Dg3 Te8 47. Dg6 De6 48. Cf4 1-0.